# Paulchen, der Mohrenknabe
Paulchen, der Mohrenknabe (auch Paulchen als Mohrenknabe) ist eine deutsche Filmkomödie von 1917 innerhalb der Stummfilmreihe Paulchen. Hauptdarsteller ist Paul Heidemann.

## Handlung
Um eine Frau zu erobern, spielt Paulchen einen Mohren.

## Hintergrund
Der Stummfilm hat eine Länge von 676 Meter, (bzw. 675,25 Meter nach Schnitt) – was circa 37 Minuten entspricht – in zwei Akten mit 36 Zwischentiteln. Produziert wurde er von Oliver Film (Nr. 7518). Paulchen, der Mohrenknabe wurde von der Polizei Berlin am 13. Januar 1917 unter der Nummer 40218 mit einem Jugendverbot belegt.
Eine Aufführung ist belegt für die U.T. (Union Theater) Lichtspiele in Dresden, Waisenhausstraße 22, wo der Film am 28. April 1917 gezeigt wurde.